# Тростянецька сільська рада (Бережанський район)
Тростяне́цька сільська́ ра́да — адміністративно-територіальна одиниця та орган місцевого самоврядування в Бережанському районі Тернопільської області до 10 серпня 2017. Адміністративний центр — село Тростянець.

## Загальні відомості
- Територія ради: 22,19 км²
- Населення ради: 478 осіб (станом на 2001 рік)

## Населені пункти
Сільській раді підпорядковані населені пункти:
- с. Тростянець

## Географія
У віданні сільради перебуває гідрологічна пам'ятка природи місцевого значення «Тростянецькі джерела».

## Склад ради
Рада складається з 12 депутатів та голови.
- Голова ради: Білоус Володимир Романович
- Секретар ради: Татарчук Богдана Романівна

### Керівний склад попередніх скликань
| Прізвище, ім'я, по батькові | Основні відомості                                                             | Дата обрання | Дата звільнення |
| --------------------------- | ----------------------------------------------------------------------------- | ------------ | --------------- |
| Білоус Ганна Антонівна      | Сільський голова, 1945 року народження, освіта вища, позапартійна             | 26.03.2006   | 31.10.2010      |
| Білоус Ганна Антонівна      | Сільський голова, 1945 року народження, освіта вища, позапартійна             | 31.10.2010   | 18.09.2011      |
| Голійний Василь Васильович  | Сільський голова, 1957 року народження, освіта вища, безпартійний             | 18.09.2011   | 25.10.2015      |
| Білоус Володимир Романович  | Сільський голова, 1967 року народження, освіта загальна середня, безпартійний | 25.10.2015   |                 |

Примітка: таблиця складена за даними сайту Верховної Ради України та ЦВК

### Депутати VII скликання
За результатами місцевих виборів 2015 року депутатами ради стали:

#### За суб'єктами висування
| Суб'єкт висування | Кількість обраних депутатів | %      |
| ----------------- | --------------------------- | ------ |
| Самовисування     | 12                          | 100.00 |

#### За округами
| № округу | Прізвище, ім'я, по батькові   | Ким висунуто  | Дата нар.  | Освіта           | Партійна приналежність | Відомості                |
| -------- | ----------------------------- | ------------- | ---------- | ---------------- | ---------------------- | ------------------------ |
| 1        | Білоус Марія Григорівна       | Самовисування | 17.10.1958 | загальна середня | безпартійна            | пенсіонер                |
| 2        | Гринишин Надія Володимирівна  | Самовисування | 16.12.1960 | загальна середня | безпартійна            | продавець                |
| 3        | Процик Віра Володимирівна     | Самовисування | 27.07.1983 | вища             | безпартійна            | сільська рада, бухгалтер |
| 4        | Чорний Олег Андрійович        | Самовисування | 01.07.1989 | загальна середня | безпартійний           | тимч. безроб.            |
| 5        | Клачків Володимир Миронович   | Самовисування | 24.07.1963 | загальна середня | безпартійний           | тимч. безроб.            |
| 6        | Царенко Володимир Михайлович  | Самовисування | 02.05.1963 | загальна середня | безпартійний           | пенсіонер                |
| 7        | Маньковська Ольга Любомирівна | Самовисування | 29.03.1984 | загальна середня | безпартійна            | ФАП, фельдшер            |
| 8        | Паночко Василь Михайлович     | Самовисування | 12.01.1992 | вища             | безпартійний           | м.Бережани, зем. впор.   |
| 9        | Гайдукевич Ганна Іванівна     | Самовисування | 06.12.1969 | загальна середня | безпартійна            | тимч. безроб.            |
| 10       | Паночко Володимир Михайлович  | Самовисування | 08.09.1995 | загальна середня | безпартійний           | студент                  |
| 11       | Татарчук Богдана Романівна    | Самовисування | 10.10.1973 | вища             | безпартійна            | сільська рада, секретар  |
| 12       | Поглод Оксана Богданівна      | Самовисування | 30.04.1975 | загальна середня | безпартійна            | ФАП, прибир.             |

### Депутати VI скликання
За результатами місцевих виборів 2010 року депутатами ради стали:

#### За суб'єктами висування
| Суб'єкт висування | Кількість обраних депутатів | %   |
| ----------------- | --------------------------- | --- |
| Самовисування     | 12                          | 100 |

#### За округами
| № округу | Прізвище, ім'я, по батькові   | Дата визнання обраним | Освіта             | Партійна приналежність | Відомості про обраного депутата                                |
| -------- | ----------------------------- | --------------------- | ------------------ | ---------------------- | -------------------------------------------------------------- |
| 1        | Паночко Василь Михайлович     | 16.05.2011            | незакінчена вища   | позапартійний          | Львівський аграрний університет, студент                       |
| 2        | Стрияк Володимир Миколайович  | 02.11.2010            | незакінчена вища   | позапартійний          | Львівський екологічний коледж, студент 4 курсу                 |
| 3        | Заманова Ірина Іванівна       | 16.05.2011            | вища               | позапартійна           | пенсіонер                                                      |
| 4        | Прокопишин Іван Остапович     | 02.11.2010            | вища               | позапартійний          | тимчасово не працює                                            |
| 5        | Білоус Марія Григорівна       | 16.05.2011            | середня спеціальна | позапартійна           | пенсіонер                                                      |
| 6        | Проців Ігор Романович         | 02.11.2010            | незакінчена вища   | позапартійний          | Саранчуківська загальноосвітня школа І-ІІІ ст., вчитель        |
| 7        | Слобода Микола Миколайович    | 16.03.2014            | незакінчена вища   | позапартійний          | Рогатинський агротехнічний коледж, студент                     |
| 8        | Зборовський Ігор Васильович   | 02.11.2010            | середня            | позапартійний          | Тростянецька загальноосвітня школа, кочегар                    |
| 9        | Рубінець Володимир Васильович | 02.11.2010            | вища               | позапартійний          | Тростянецька загальноосвітня школа, вчитель трудового навчання |
| 10       | Борисевич Ольга Василівна     | 02.11.2010            | незакінчена вища   | позапартійна           | тимчасово не працює                                            |
| 11       | Татарчук Богдана Романівна    | 02.11.2010            | незакінчена вища   | позапартійна           | Тростянецька сільська рада, секретар                           |
| 12       | Поглод Оксана Богданівна      | 02.11.2010            | середня спеціальна | позапартійна           | декретна відпустка                                             |